# Big Flats (CDP, New York)
Pour les articles homonymes, voir Big Flats.
Big Flats est une census-designated place du comté de Chemung, dans l'État de New York, aux États-Unis,. En 2020, elle compte une population de 5 555 habitants.